# Бекетовка (Колышлейский район)
Бекетовка — село в Колышлейском районе Пензенской области России. Входит в состав Телегинского сельсовета.

## География
Село находится в южной части Пензенской области, в пределах западного склона Приволжской возвышенности, в лесостепной зоне, на правом берегу реки Хопёр, к западу от автодороги 58К-359, на расстоянии примерно 16 километров (по прямой) к северу от посёлка городского типа Колышлей, административного центра района. Абсолютная высота — 191 метр над уровнем моря.

### Климат
Климат характеризуется как умеренно континентальный, с тёплым летом и умеренно холодной продолжительной зимой. Средняя температура воздуха самого холодного месяца (января) составляет −13,2 °C; самого тёплого месяца (июля) — 17 °C. Годовое количество атмосферных осадков — 600 мм, из которых большая часть выпадает в тёплый период.

### Часовой пояс
Село Бекетовка, как и вся Пензенская область, находится в часовой зоне МСК (московское время). Смещение применяемого времени относительно UTC составляет +3:00.

## Население
| 1747 | 1785 | 1790 | 1864 | 1877 | 1911 | 1926 |
| ---- | ---- | ---- | ---- | ---- | ---- | ---- |
| 126  | ↗250 | ↗753 | ↘277 | ↗280 | ↗423 | ↗573 |
| 1930 | 1939 | 1959 | 1979 | 1989 | 1996 | 2002 |
| ↘540 | ↘294 | ↘271 | ↘100 | ↘44  | ↘27  | ↗34  |
| 2010 |      |      |      |      |      |      |
| ↘19  |      |      |      |      |      |      |

### Национальный состав
Согласно результатам переписи 2002 года, в национальной структуре населения русские составляли 88 %.